# Ла-Пас (Індіана)
Ла-Пас (англ. La Paz) — місто (англ. town) в США, в окрузі Маршалл штату Індіана. Населення — 475 осіб (2020).

## Географія
Ла-Пас розташована за координатами 41°27′22″ пн. ш. 86°18′29″ зх. д. / 41.45611° пн. ш. 86.30806° зх. д. (41.456110, -86.308106).  За даними Бюро перепису населення США в 2010 році місто мало площу 0,99 км², уся площа — суходіл.

## Демографія
Згідно з переписом 2010 року, у місті мешкала 561 особа в 216 домогосподарствах у складі 144 родин. Густота населення становила 565 осіб/км².  Було 251 помешкання (253/км²).
Расовий склад населення:
| - 97,9 % — білих - 0,2 % — корінних американців - 0,2 % — чорних або афроамериканців - 0,2 % — азіатів |

До двох чи більше рас належало 1,1 %. Частка іспаномовних становила 4,3 % від усіх жителів.
За віковим діапазоном населення розподілялося таким чином: 29,4 % — особи молодші 18 років, 58,3 % — особи у віці 18—64 років, 12,3 % — особи у віці 65 років та старші. Медіана віку мешканця становила 35,1 року. На 100 осіб жіночої статі у місті припадало 88,9 чоловіків;  на 100 жінок у віці від 18 років та старших — 88,6 чоловіків також старших 18 років.
Середній дохід на одне домашнє господарство  становив 50 040 доларів США (медіана — 45 500), а середній дохід на одну сім'ю — 50 228 доларів (медіана — 50 114). За межею бідності перебувало 13,6 % осіб, у тому числі 20,3 % дітей у віці до 18 років та 6,1 % осіб у віці 65 років та старших.
Цивільне працевлаштоване населення становило 275 осіб. Основні галузі зайнятості: виробництво — 31,6 %, освіта, охорона здоров'я та соціальна допомога — 17,5 %, мистецтво, розваги та відпочинок — 13,1 %, роздрібна торгівля — 12,4 %.